# Janina Mańkowska

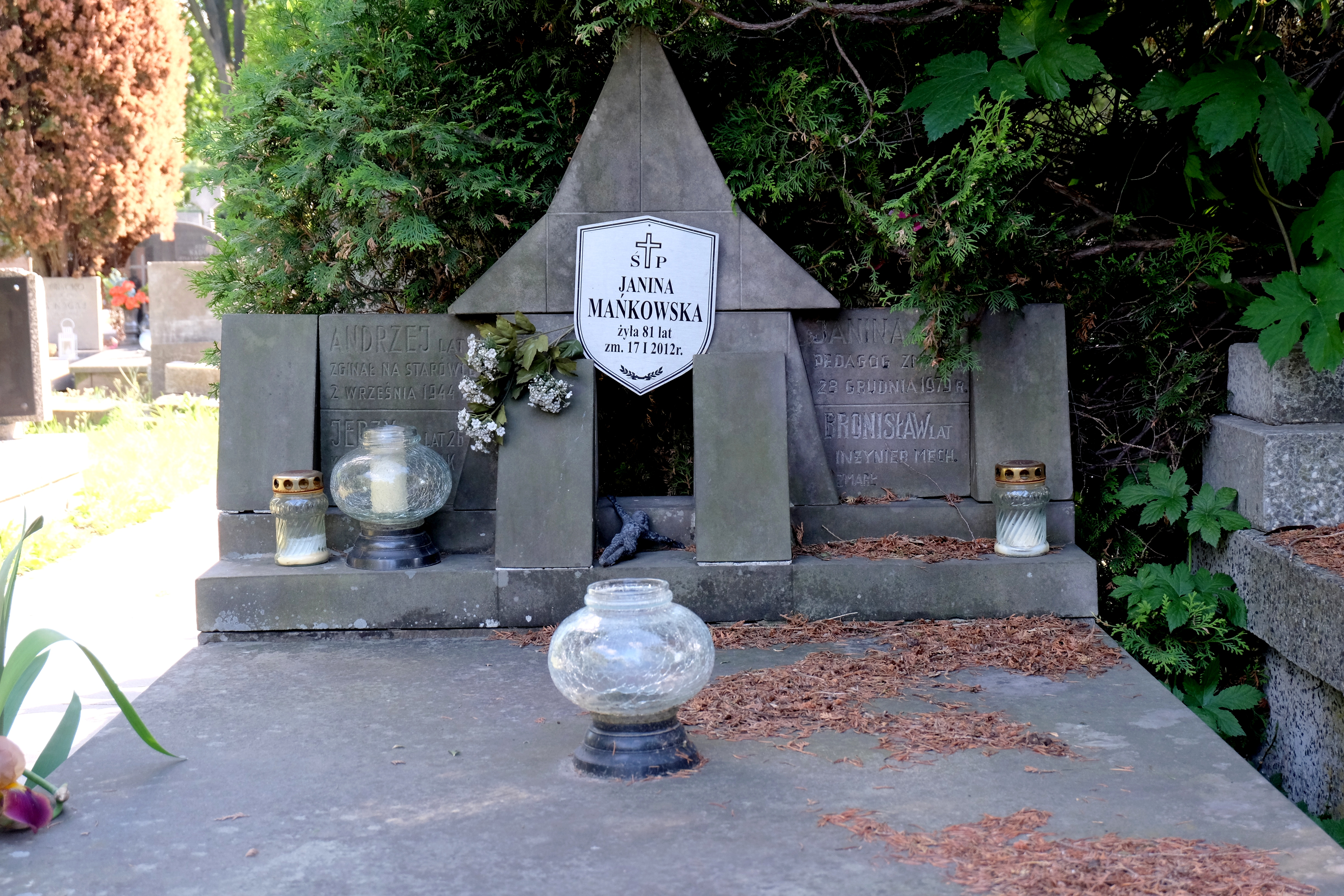
Grób Janiny i Bronisława Mańkowskich oraz ich synów Andrzeja i Jerzego na Cmentarzu Wojskowym na Powązkach w Warszawie

Janina Mańkowska z domu Krawczyk (ur. 1892, zm. 31 grudnia 1979) – polska romanistka, alpinistka, nauczycielka, Sprawiedliwa wśród Narodów Świata. 

## Życiorys
Urodziła się jako jedyna córka Zofii z domu Karatnickiej i Jana Krawczyka, matematyka, dyrektora gimnazjum męskiego w Rzeszowie. Miała dwóch braci, Stanisława i Tadeusza. Była wszechstronnie uzdolniona, inteligentna, niezależna i wykazywała dużą chęć do nauki. Po uzyskaniu matury w eksternistycznym trybie dostała się na studia romanistyczne na uniwersytecie lwowskim. Była jedną z pierwszych kobiet studiujących na tej uczelni. Równolegle do nasilania się działań I wojny światowej przeniosła się na Uniwersytet Wiedeński, potem do Szwajcarii, na Uniwersytet w Lozannie. W czasie studiów zdobyła kilka alpejskich szczytów, w tym Mont Blanc. Ostatecznie wróciła studiować we Lwowie, gdzie obroniła pracę dyplomową. Odrzuciła propozycję prof. Edwarda Porębowicza o zostaniu na uczelni i zajęciu się pracą naukową na rzecz wyjazdu do Warszawy wraz z mężem Bronisławem Mańkowskim. Tu pracowała jako nauczycielka. Urodziła trzech synów: Jerzego, Andrzeja i Zbigniewa. 
W czerwcu 1941 r. rodzina Mańkowskich udzieliła schronienia Reginie Fern, która opuściła rodzinny dom po pogromach lwowskich Żydów. Bronisław i Janina zatrudnili ją jako służącą pod nazwiskiem Józefa Malec, później jako Józefa Nałęcz. Ukrywali dziewczynę w swoim domu przy ul. Gimnastycznej 5 na Mokotowie do wybuchu Powstania Warszawskiego, w którym dziewczyna wzięła udział jako łączniczka. Przez kilka miesięcy między 1943 a 1944 r. państwo Mańkowscy ukrywali również Irenę Fejgin Filipowską. Po zakończeniu działań wojennych Irena przeniosła się do Łodzi, natomiast Regina zamieszkała w Belgii. Obie kobiety pozostały w bliskim kontakcie z Mańkowskimi.
W 1986 r. Janina Mańkowska została uhonorowana przez Jad Waszem medalem Sprawiedliwy wśród Narodów Świata. Wraz z nią odznaczeni zostali małżonek Bronisław oraz synowie Jerzy, Andrzej i Zbigniew.
Pochowana na cmentarzu Powązki Wojskowe w Warszawie (kwatera C32-1-1).